# Caryomastigonte
En biologie, un caryomastigonte est un ensemble constitué d'un noyau entouré d'un système microtubulaire à disposition particulière et associé à deux paires de flagelles.

## Étymologie
Le mot Caryomastigonte vient du grec ancien μαστίγ / mastig- ou μαστίγιο / mastígios qui signifie fouet, flagelle.

## Le caryomastigonte dans l'hypothèse de l'origine du noyau et de la mitose
Selon l'hypothèse de la microbiologiste Lynn Margulis, l'apparition du noyau et de la mitose (et donc des structures qui lui sont liées) se sont réalisées en même temps au Protérozoïque, période qui s'étend d'il y a 2500 à 541 millions d'années.
La façon dont le centrosome (le système organisateur des microtubules) a émergé a longtemps posé question. Il est désormais envisagé que la symbiose de deux bactéries menant au Dernier Ancêtre Eucaryote Commun (en anglais : LECA pour last eukaryotic common ancestor) pourrait être la réponse  cette question et, dans cette hypothèse, le caryomastigonte a donc un statut particulier : c'est ce système qui marque véritablement la naissance des eucaryotes, de « l'individualité complexe » de ces dernières.